# Begonia scabrida
Espèce
Begonia scabrida est une espèce de plantes de la famille des Begoniaceae. Ce bégonia est originaire du Venezuela. L'espèce fait partie de la section Pritzelia. Elle a été décrite en 1864 par Alphonse Pyrame de Candolle (1806-1893). L'épithète spécifique scabrida signifie « scabride », donc raboteux ou avec des poils raides et courts.

## Répartition géographique
Cette espèce est originaire du pays suivant : Venezuela.